# Faction-Prosa
Faction-Prosa (deutsch: Faktografie) bezeichnet Texte, in denen ein fiktiver Rahmen zur literarischen Darstellung verifizierbarer Fakten verwendet wird. Faction-Prosa gilt als spezifisch amerikanische Untergattung der Dokumentarliteratur.

## Zum Begriff
Faction ist ein Schachtelwort aus den englischen Begriffen facts (deutsch: Fakten) und fiction (deutsch: Fiktion), das um 1970 entstand und seither in der Literaturwissenschaft verwendet wird. Da faction im Englischen jedoch auch eine Faktion bezeichnen kann, werden meist die Begriffe „New Journalism“ oder „Gonzo Journalism“ bevorzugt.
Im deutschsprachigen Raum kursieren ebenfalls mehrere Begriffe, die jeweils unterschiedliche Aspekte der Faktografie beschreiben. Der Literaturwissenschaftler Reinhard Döhl beschreibt die Faktografie beispielsweise als einen Deutungsprozess von authentischem Material, der letztlich zur Entstehung von Dokumentarliteratur führt. Döhl schließt bei dieser Definition das Drama und die Lyrik bewusst nicht aus, da insbesondere ersteres die Dokumentarliteratur der ehemaligen Sowjetunion prägte.

## Merkmale und Vertreter
Boris Paraschkewow nennt zwei charakteristische Gattungsmerkmale der Faction-Prosa: Sie müsse einerseits „auf erkennbaren Ereignissen“ beruhen und andererseits „unter Einbeziehung echter Persönlichkeiten“ in die fiktionale Handlung verfasst sein. Gero von Wilpert hebt hervor, dass Faction-Prosa „nie ohne innere parteiliche Stellungnahme des Autors“ geschrieben wird, während der Dokumentarroman seine politische Perspektive als verbindliche Wahrheit darstellt und der Tatsachenroman auf ein politisch weniger interessiertes Publikum abzielt.
Bekannte Vertreter des faktografischen Schreibstils sind beispielsweise Truman Capote mit Kaltblütig (1965), Norman Mailer mit The Armies of the Night (1968) und Thomas Keneally mit Schindlers Liste (1982). Auch in der ehemaligen Sowjetunion etablierte sich die Faktografie als journalistisches Mittel. Zu den Förderern dieser Entwicklung, die unter anderem die Revolution vorantreiben sollte, gehörte insbesondere Sergei Michailowitsch Tretjakow, der seine Erfahrungen im Theaterbereich auf den Journalismus übertrug. Im deutschen Sprachraum wurden Heinz-Peter Baecker, Günther Zäuner und Wolfgang Ruehl für ihre faktografischen Texte bekannt. Auch Dieter Meichsner, Peter Weiss und Heinar Kipphardt sollen in ihren Werken teils faktografisch gearbeitet haben.
Entfernt kann auch die Pariser Prosa Heinrich Heines zur faktografischen Berichterstattung gezählt werden, denn, wie Heine selbst schreibt, geht es „ihm keineswegs darum empirische Wirklichkeit quasi 'photographisch' abzubilden, vielmehr betont er selbst, die 'Lutetia' sei ein Produkt der Natur und der Kunst“. Da er die Pariser Prosa als Auslandskorrespondent für den deutschen Verleger Cotta geschrieben hat, unterlag die Prosa auch marktstrategischen Zielen.